# بروس تیم
بروس تیم (انگلیسی: Bruce Timm؛ زادهٔ ۸ فوریهٔ ۱۹۶۱) یک پویانما اهل ایالات متحده آمریکا است.